# Kevin Kern
Kevin Kern (ur. 22 grudnia 1959 jako Kevin Lark Gibbs) – amerykański pianista, kompozytor muzyki new age.

## Życiorys
Kevin Kern jest niewidomy od urodzenia, zaczął grać na fortepianie od osiemnastego miesiąca życia. Jego muzyka została ukształtowana przez wieloletniego przyjaciela i mentora George'a Shearinga (również niewidomego). Jego pierwszy album Enchanted Gardens (1996) zajął dziesiątą pozycję magazynu Billboard, na liście którego znajdował się przez dwadzieścia sześć tygodni. W późniejszych albumach (np. w Summer Daydreams) dodawał do swoich kompozycji również skrzypce oraz wiolonczelę.
Koncertował m.in. w Korei, Japonii, Singapurze oraz w rodzinnych Stanach Zjednoczonych. W Korei Południowej wykonał osiem koncertów z udziałem Paula Pottsa i przy akompaniamencie orkiestry symfonicznej.

## Dyskografia

### Albumy studyjne
- 1996 — In the Enchanted Garden
- 1997 — Beyond the Sundial
- 1998 — Summer Daydreams
- 1999 — In My Life
- 2001 — Embracing the Wind
- 2003 — The Winding Path
- 2005 — Imagination's Light
- 2009 — Endless Blue Sky
- 2012 — Enchanted Piano

### Kompilacje
- 2002 — More Than Words: The Best of Kevin Kern

### Songbooki
- 2001 — Kevin Kern Piano Album Songbook
- 2002 — Through Your Eyes: Kevin Kern Collection Songbook (tylko w Japonii)
- 2006 — In the Enchanted Garden Songbook
- 2008 — Imagination's Light Songbook